# Seventh Swamphony
Seventh Swamphony è il settimo album discografico in studio del gruppo musicale melodic death metal finlandese Kalmah, pubblicato nel giugno 2013.

## Tracce
1. Seventh Swamphony – 5:10
2. Deadfall – 3:51
3. Pikemaster – 5:03
4. Hollo – 7:20
5. Windlake Tale – 4:28
6. Wolves on the Throne – 4:35
7. Black Marten's Trace – 4:45
8. The Trapper – 6:02

## Formazione
- Pekka Kokko - voce, chitarra ritmica
- Antti Kokko - chitarra solista
- Veli Matti Kananen - tastiera
- Timo Lehtinen - basso
- Janne Kusmin - batteria